# Cornelia Lister
Cornelia Lister (* 26. Mai 1994 in Oslo, Norwegen) ist eine schwedische Tennisspielerin.

## Karriere
Lister begann im Alter von zehn Jahren mit dem Tennissport. Im Hauptfeld eines WTA-Turniers spielte sie erstmals bei den Collector Swedish Open 2013 in der Doppelkonkurrenz, was ihr die Turnierorganisation durch die Ausgabe einer Wildcard ermöglichte. Auf Turnieren des ITF Women’s Circuit konnte sie bereits einen Einzeltitel und 24 Doppeltitel feiern.
2016 gab sie ihr Debüt im schwedischen Fed-Cup-Team; inzwischen hat sie acht Fed-Cup-Partien absolviert (ausgeglichene Bilanz).

## Turniersiege

### Einzel
| Nr. | Datum           | Turnier                    | Kategorie   | Belag | Finalgegnerin | Ergebnis |
| --- | --------------- | -------------------------- | ----------- | ----- | ------------- | -------- |
| 1.  | 12. August 2017 | Las Palmas de Gran Canaria | ITF $15.000 | Sand  | Gaia Sanesi   | 6:4, 6:4 |

### Doppel
| Nr. | Datum              | Turnier             | Kategorie         | Belag             | Partnerin               | Finalgegnerinnen                         | Ergebnis          |
| --- | ------------------ | ------------------- | ----------------- | ----------------- | ----------------------- | ---------------------------------------- | ----------------- |
| 1.  | 8. Juli 2013       | Getxo               | ITF $10.000       | Sand              | Jacqueline Cabaj Awad   | Ashley Keir Charlotte Roemer             | 6:2, 6:4          |
| 2.  | 7. September 2013  | Berlin              | ITF $15.000       | Sand              | Ysaline Bonaventure     | Lenka Kunčíková Karolína Stuchlá         | 6:4, 3:6, [10:5]  |
| 3.  | 21. Februar 2014   | Helsingborg         | ITF $10.000       | Hartplatz         | Lisanne van Riet        | Olha Jantschuk Jasmina Tinjić            | 6:4, 6:3          |
| 4.  | 29. Juni 2014      | Kristinehamn        | ITF $25.000       | Sand              | Kateryna Bondarenko     | Ysaline Bonaventure Sandra Zaniewska     | kampflos          |
| 5.  | 25. Februar 2014   | Tallinn             | ITF $10.000       | Sand              | Alexandra Artamonova    | Julia Skripnik Eva Paalma                | 6:3, 6:2          |
| 6.  | 30. August 2014    | Rotterdam           | ITF $10.000       | Sand              | Alison Bai              | Brandy Mina Jainy Scheepens              | 7:5, 6:4          |
| 7.  | 8. März 2015       | Antalya             | ITF $10.000       | Sand              | Tara Moore              | Kim Grajdek Alexandra Nancarrow          | 7:60, 7:5         |
| 8.  | 13. März 2015      | Antalya             | ITF $10.000       | Sand              | Swjatlana Piraschenka   | Kim-Alice Grajdek Lenka Juriková         | 7:66, 6:4         |
| 9.  | 8. Mai 2015        | Båstad              | ITF $10.000       | Sand              | Yuliana Lizarazo        | Carolin Daniels Laura Schaeder           | 7:5, 5:7, [10:8]  |
| 10. | 15. Mai 2015       | Båstad              | ITF $10.000       | Sand              | Melanie Stokke          | Veronica Corning Maja Ornberg            | 5:7, 6:3, [10:8]  |
| 11. | 20. Juni 2015      | Ystad               | ITF $25.000       | Sand              | Xenia Knoll             | Conny Perrin Chanel Simmonds             | 7:5, 7:65         |
| 12. | 26. Oktober 2015   | Stockholm           | ITF $10.000       | Hartplatz (Halle) | Hilda Melander          | Xenija Gaidarschi Anette Munozova        | 6:4, 6:3          |
| 13. | 14. Mai 2016       | Båstad              | ITF $10.000       | Sand              | Emilie Francati         | Astrid Wanja Brune Olsen Malene Helgo    | 6:2, 6:2          |
| 14. | 21. Mai 2016       | Båstad              | ITF $10.000       | Sand              | Emilie Francati         | Irina Maria Bara Melanie Stokke          | 6:2, 6:4          |
| 15. | 24. Juni 2016      | Ystad               | ITF $25.000       | Sand              | Nina Stojanović         | Dia Ewtimowa Pia König                   | 6:4, 6:2          |
| 16. | 5. August 2016     | Pilsen              | ITF $25.000       | Sand              | Katarzyna Kawa          | Ema Burgić Bucko Georgina García Pérez   | 6:1, 7:66         |
| 17. | 14. Oktober 2016   | Équeurdreville      | ITF $25.000       | Hartplatz (Halle) | Polina Monowa           | Amandine Hesse An-Sophie Mestach         | 7:5, 4:6,[10:6]   |
| 18. | 5. November 2016   | Stockholm           | ITF $10.000       | Hartplatz (Halle) | Anastassija Schoschyna  | Hilda Melander Paulina Milosavljevic     | 7:63, 6:2         |
| 19. | 19. Februar 2017   | Altenkirchen        | ITF $25.000       | Teppich (Halle)   | Alexandra Cadanțu       | Tara Moore Conny Perrin                  | 6:2, 3:6, [11:9]  |
| 20. | 25. August 2017    | Braunschweig        | ITF $25.000       | Sand              | María Teresa Torró Flor | Anastassija Komardina Diāna Marcinkēviča | 3:6, 7:65, [11:9] |
| 21. | 29. September 2017 | Clermont-Ferrand    | ITF $25.000       | Hartplatz (Halle) | Wera Lapko              | Sarah Beth Grey Olivia Nicholls          | 6:4, 6:3          |
| 22. | 17. März 2018      | Antalya             | ITF $15.000       | Sand              | Xenia Knoll             | Amina Anschba Xenija Palkina             | 6:0, 5:7, [10:8]  |
| 23. | 28. Juli 2018      | Prag                | ITF $80.000       | Sand              | Nina Stojanović         | Bibiane Schoofs Kimberley Zimmermann     | 6:2, 2:6, [10:8]  |
| 24. | 26. Oktober 2018   | Oslo                | ITF $25.000       | Hartplatz (Halle) | Harriet Dart            | Laura-Ioana Andrei Hélène Scholsen       | 7:63, 7:5         |
| 25. | 28. Juli 2018      | Andrézieux-Bouthéon | ITF $60.000       | Hartplatz (Halle) | Renata Voráčová         | Andreea Mitu Elena Gabriela Ruse         | 6:1, 6:2          |
| 26. | 28. Juli 2019      | Palermo             | WTA International | Sand              | Renata Voráčová         | Ekaterine Gorgodse Arantxa Rus           | 7:62, 6:2         |